# Sciurus pachecoi
Sciurus pachecoi ist eine südamerikanische Nagetier-Art aus der Familie der Hörnchen (Sciuridae) und der Gattung der Eichhörnchen (Sciurus). Es wurde erst im März 2024 als neu entdeckte Art beschrieben und ist bisher nur aus den südlich des Amazonas und östlich des Río Ucayali gelegenen Gebieten der peruanischen Region Loreto im westlichen Amazonasbecken bekannt. Es wurde zu Ehren von Victor Pacheco, dem Kurator für Säugetiere im Naturkundemuseum von Lima benannt.

## Merkmale
Mit einer Kopf-Rumpf-Länge von 18 bis 21 Zentimetern, eine Schwanzlänge von 15 bis 21 Zentimetern und einem Gewicht von 230 bis 280 Gramm ist es ein mittelgroßes Eichhörnchen. Es ist kleiner und hat einen kürzeren Schwanz als das Junín-Hörnchen (S. pyrrhinus) und das Südamazonische Rothörnchen (S. spadiceus), ist aber größer als das Neuweltliche Kleinsthörnchen (Sciurillus pusillus). Die drei Arten kommen im gleichen Lebensraum wie Sciurus pachecoi vor. Die Länge des Hinterfußes beträgt 49 bis 56 mm, die Höhe der Ohren liegt bei 21 bis 25 mm. Der Rücken ist braun mit einer leichten Grautönung, der Bauch ist hellgelb bis orange gefärbt. Die Haare des Bauchfells haben einen graue Basis. Der Übergang von Rücken- zur Bauchfärbung erfolgt abrupt. Rund um die Augen befindet sich ein schmaler Ring orangefarbenen Fells. Helle Flecken hinter den Ohren sind nicht vorhanden. Der ungeringelte, ebenfalls graubraun gefärbte Schwanz zeigt einen leichten orangefarbenen Einschlag. Die Weibchen haben acht Zitzen.

## Lebensraum und Lebensweise
Sciurus pachecoi lebt einzeln oder paarweise und ist vorwiegend arboreal (baumbewohnend). Auf den Boden kommt es nur um heruntergefallene Früchte aufzusammeln, bringt diese dann aber zum Fressen schnell wieder auf einen Baum. Sciurus pachecoi baut sein vor allem aus Rindenstreifen bestehendes Nest in den Kronen von Murumurupalmen (Astrocaryum murumuru), in Höhlen von Aspidosperma-Stämmen und in ausgehöhlten Bauten von Baumtermiten, die ihren Bau an die Seiten von Baumstämmen errichten. Sciurus pachecoi ernährt sich von Früchten und Samen, u. a. die der Murumurupalme und von Muskatnussgewächsen. Früchte und Samen von Palmen werden zuerst gesammelt, auf einen Haufen gelegt, und danach einzeln gefressen. Wie andere Eichhörnchen wird es von Greifvögeln gejagt. Indigene halten das Eichhörnchen hin und wieder als Haustier.

## Belege
1. 1 2  
Robert Voss, David Fleck, Thomas C. Giarla: Mammalian Diversity and Matses Ethnomammalogy in Amazonian Peru. Part 5. Rodents. April 2024, Bulletin of the American Museum of Natural History 466, PDF bei Researchgate, S. 12, 22–28